# 1405
| 1405               |
| ------------------ |
| Dødsfald - Fødsler |
|                    |

| Gregoriansk kalender | 1405 MCDV               |
| Ab urbe condita      | 2158                    |
| Armensk kalender     | 854 ԹՎ ՊԾԴ              |
| Kinesiske kalender   | 4101 – 4102 甲申 – 乙酉 |
| Etiopisk kalender    | 1397 – 1398             |
| Jødisk kalender      | 5165 – 5166             |
| Hindukalendere       |                         |
| - Vikram Samvat      | 1460 – 1461             |
| - Shaka Samvat       | 1327 – 1328             |
| - Kali Yuga          | 4506 – 4507             |
| Iransk kalender      | 783 – 784               |
| Islamisk kalender    | 807 – 809               |

Regent i Danmark: Margrete 1. 1387-1412 og formelt Erik 7. af Pommern 1396-1439
Se også 1405 (tal)

## Født
- 18. oktober – Pave Pius 2. (død 1464)

## Dødsfald
- 14. februar – Timur Lenk, centralasiatisk krigsherre (født 1336)
- 16./21. marts - Margarete 3. af Flandern,  grevinde af Flandern, grevinde af Artois og pfalzgrevinde af Burgund (født 1350).